# ಈ

Teken

ಈ is een letter uit het schrift waarin de taal Kannada genoteerd wordt. Het teken staat voor ii, en is de vierde van de 13 klinkers (swaras) in dat alfabet.

## Karaktercodering
| Unicode Codepoint | U+0c88            |
| Unicode-Name      | KANNADA LETTER II |
| HTML              | &#3208;           |